# Цисгенез
Цисгенез — це назва процесу генетичної модифікації під час якої корисні алелі цисгенів переносяться від видів до рослини реципієнта за умови, якщо вони можуть схрещуватись. Цисгенез разом із інтрогенезом вважається більш натуральною альтернативою трансгенезу. 
Цисгенез поєднує традиційні методи селекції та сучасної біотехнології, що пришвидшує процес розмноження й передачу існуючих алелів рослин, водночас уникаючи перенесення зчеплених генів. На практиці цисгенна вставка додаткових копій нативних генів може забезпечити новий підхід до модифікації геномів рослин, розширення варіативності генів рослин, прискорення передачі алелів між видами, що важко схрещуються між собою.
До нещодавніх надбань технологій цис- та інтрагенезу належать нові культури Zea mays та Brassica napus, які вже встигли пройти фази оптимізації, розвитку ознак та повноцінну трансформацію й знаходяться на етапі інтеграції ознак, польових випробувань і збору нормативних даних.

## Історія походження
Вперше концепт цисгенезу було вперше розкрито Jochemsen та Schouten у 2000 році в книжці "Toetsen en begrenzen. Een ethische en politieke beoordeling van de moderne biotechnologie". Основний принцип первинної концепції цисгенезу полягав у тому, що гени або генні елементи мають походити від виду рослини-реципієнта, водночас ніяких вимог до кодуючої послідовності, по-типу обов'язкове включення інтронів чи необхідність регуляторних елементів походити від таких самих генів, що й кодуюча послідовність, не існувало.
Сучасне визначення цисгенезу набуло міжнародного визнання після публікації роботи Schouten та його колег у 2006 році. Згідно з якою цисген - ідентична копія ендогенного гена, що включає промотор, інтрони та термінатор у normal-sense орієнтації. 

## Будова цисгену
До обов'язкових компонентів цисгену належать промотор, кодуюча послідовність з інтронами та термінатор. У випадку Agrobacterium-опосередкованої трансформації, частини Т-ДНК можуть залишатись в складі цисгену та формувати його межі - таку конформацію ще називають цисгеном з Т-ДНК краями. Порівняно з трансгенами, цисгени не містять чужинних генів по-типу селективних маркерів, векторних генів.